# Pavarotti: The Duets
Pavarotti: The Duets é o primeiro álbum póstumo de compilação do tenor italiano Luciano Pavarotti. Foi lançado em 2008 pela Decca Records, apresenta Pavarotti e grandes artistas da música mundial em duetos entre décadas de 1980 e 2000. Todas as faixas foram gravadas em eventos beneficentes, com exceção de My Way e Notte 'e Piscatore (que já haviam sido lançadas em compilações anteriores). Algumas outras faixas, Pavarotti foi o convidado especial e não o anfitrião, como é o caso de I Hate You Then I Love You e Miss Sarajevo.

## Lista de faixas
| N.º | Título                                         | Compositor(es)                         | Duração |  |
| 1.  | "I Hate You Then I Love You" (com Céline Dion) | Tony Renis, Alberto Testa, Fabio Testa | 4:48    |  |
| 2.  | "Live Like Horses" (com Elton John)            | Elton John                             | 5:09    |  |
| 3.  | "Hero" (com Mariah Carey)                      | Walter Afanasieff, Mariah Carey        | 4:17    |  |
| 4.  | "Miss Sarajevo" (com U2)                       | Brian Eno                              | 4:32    |  |
| 5.  | "Holy Mother" (com Eric Clapton)               | Eric Clapton                           | 5:25    |  |
| 6.  | "Panis Angelicus" (com Sting)                  | César Franck                           | 3:44    |  |
| 7.  | "Miserere" (com Zucchero)                      | Zucchero                               | 4:14    |  |
| 8.  | "Notte 'e Piscatore" (com Andrea Bocelli)      | Manuel Garcia Morante                  | 5:03    |  |
| 9.  | "Magic of Love" (com Lionel Richie)            | Lionel Richie                          | 4:32    |  |
| 10. | "'O Sole Mio"                                  | Eduardo di Capua                       | 2:56    |  |
| 11. | "Là Ci Darem La Mano" (com Sheryl Crow)        | Mozart                                 | 3:10    |  |
| 12. | "Let It Rain" (com Jon Bon Jovi)               | Jon Bon Jovi                           | 4:48    |  |
| 13. | "There Must Be An Angel" (com Eurythmics)      | Annie Lennox                           | 4:25    |  |
| 14. | "My Way" (com Frank Sinatra)                   | Claude François, Jacques Revaux        | 3:33    |  |